# Xylocopa aruana
Xylocopa aruana là một loài Hymenoptera trong họ Apidae. Loài này được Ritsema mô tả khoa học năm 1876.

## Hình ảnh

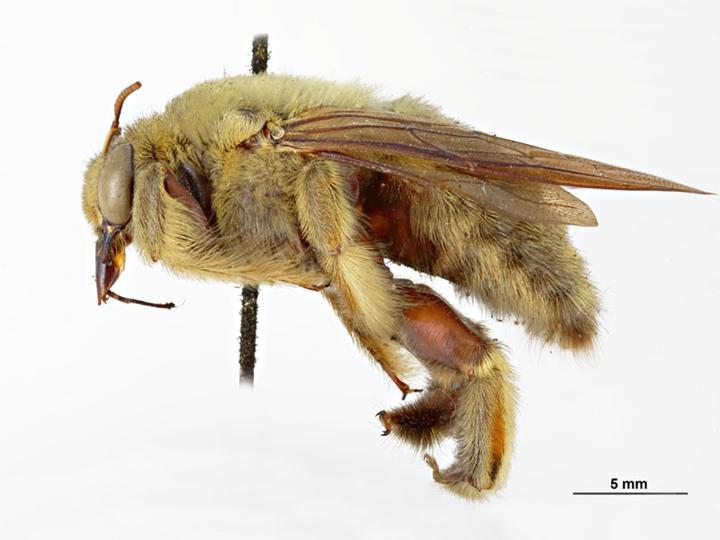